# Salanfe
Die Salanfe (früher auch Sallanche) ist ein rund sieben Kilometer langer Bach im Kanton Wallis in der Schweiz.

## Verlauf
Die Salanfe entspringt am Osthang des Col de Susanfe, eines Passes zwischen der Haute Cime und dem Tour Sallière, auf etwa 2470 m Höhe und durchfließt den Stausee Lac de Salanfe (1925 m ü. M.), der auch von zahlreichen anderen Bächen gespeist wird.
Nach dem Austritt aus dem See fließt sie an den Weilern Van d'En Haut und Van d'En Bas (Gemeinde Salvan) vorbei und durch die touristisch erschlossenen Dailley-Schluchten nach Miéville (Gemeinde Vernayaz) und bildet in der untersten Stufe den Pissevache-Wasserfall ⊙. Nach 7 Kilometern mündet sie in die Rhone.

## Wasserkraftwerke
1896–97 wurde das Wasserkraftwerk Pissevache als Kavernenkraftwerk in einer Höhle etwa 50 Meter oberhalb des Wasserfalls errichtet.
Ende der 1940er Jahre wurde der Lac de Salanfe mit einer Gewichtsstaumauer aufgestaut und ein Speicherkraftwerk gebaut. Seitdem fließt deutlich weniger Wasser über den Wasserfall, sondern stattdessen durch Druckrohre vom Stausee zu der Kraftwerkszentrale im Rhonetal.